# 해인초등학교
해인초등학교(海印初等學校)는 대한민국 경상남도 합천군 가야면 치인리에 있었던 공립 초등학교이다.

## 연혁
- 1939년 4월 10일 : 가산제1공립심상소학교 부설 치인간이학교 설립 인가
- 1944년 5월 26일 : 가산제1공립국민학교 치인분교장 설치인가
- 1948년 5월 1일 : 해인국민학교 인가
- 1982년 3월 1일 : 병설유치원 개원
- 1989년 11월 30일 : 현 신축학교 이전
- 1991년 9월 19일 : 다목적 교실 준공(강당, 연수원, 급식소)
- 1996년 3월 1일 : 해인초등학교로 교명 개칭
- 2016년 2월 12일 : 제67회 졸업(총 1,822명)
- 2017년 2월 15일 : 제68회 졸업(총 1,824명)
- 2017년 9월 1일 : 제30대 김용숙 교장 부임
- 2019년 3월 1일 : 가산초등학교, 숭산초등학교, 해인초등학교] 3개교가 폐교 뒤 신설되는 합천가야초등학교로 통합

## 참고 자료
- 해인초등학교 - 한국교육학술정보원 학교알리미